# Molophilus vafer
Molophilus vafer är en tvåvingeart som beskrevs av Paul Lackschewitz 1940. Molophilus vafer ingår i släktet Molophilus och familjen småharkrankar. Inga underarter finns listade i Catalogue of Life.